# Ludovic Magnin
Ludovic Magnin (n. 20 aprilie 1979, Sion, Cantonul Valais, Elveția) este un fotbalist elvețian liber de contract, care joacă pe post de fundaș lateral. Pe plan internațional, are prezențe la națională pentru Elveția.

## Goluri internaționale
| #  | Data               | Stadion                       | Oponent | Scor | Rezultat | Competiția                                             |
| -- | ------------------ | ----------------------------- | ------- | ---- | -------- | ------------------------------------------------------ |
| 1. | 13 februarie 2002  | Stadionul Tsirion, Limassol   | Ungaria | 1–0  | 2–1      | Meci amical                                            |
| 2. | 8 octombrie 2005   | Wankdorfstadion, Berna        | Franța  | 1–1  | 1–1      | Calificările pentru Campionatul Mondial de Fotbal 2006 |
| 3. | 11 septembrie 2007 | Wörtherseestadion, Klagenfurt | Japonia | 1–0  | 3–4      | Meci amical                                            |

## Palmares
With Werder Bremen:
- Bundesliga 2003–04
- DFB-Pokal 2003–04

With Stuttgart:
- Bundesliga 2006–07